# Шарлоттенбург-Вильмерсдорф

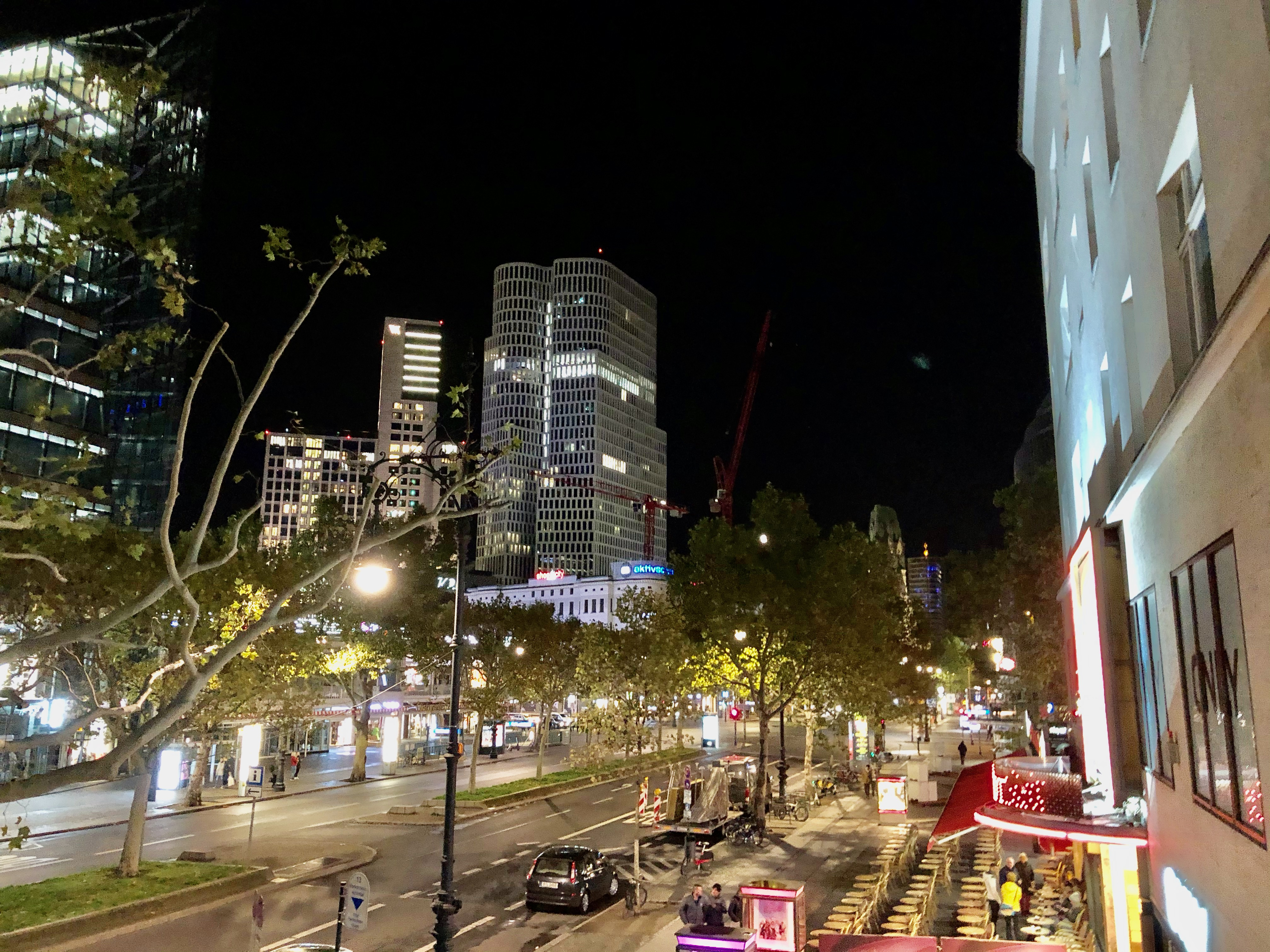
Курфюрстендамм

Шарлоттенбург-Вильмерсдорф (нем. Charlottenburg-Wilmersdorf) — административный округ Берлина. Образован в 2001 году в ходе административной реформы в результате слияния бывших округов Шарлоттенбург и Вильмерсдорф. 
Действующий глава округа — Рейнхард Науман, член Социал-демократической партии Германии.

## Административные районы в составе округа

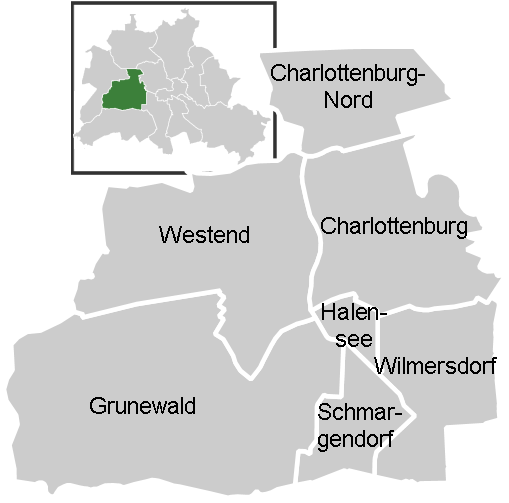
Административное деление округа

- Бывший округ Шарлоттенбург
  - Шарлоттенбург
  - Шарлоттенбург-Норд
  - Вестэнд
- Бывший округ Вильмерсдорф
  - Вильмерсдорф
  - Груневальд
  - Халензе
  - Шмаргендорф

## Достопримечательности
- Мессе Берлин
- Олимпийский стадион (Берлин)
- Вальдбюне
- Майфельд (Берлин)
- Берлинская радиобашня
- Берлинский международный конгресс-центр
- Замок Шарлоттенбург
- Парк Вильмерсдорф
- Тойфельсберг